# Culture stratégique
Pour les articles homonymes, voir Culture stratégique (homonymie).
La culture stratégique est la mise en évidence des facteurs culturels qui influencent les choix stratégiques des décideurs.
La recherche autour de cette notion de culture stratégique prend différentes formes : ce peut être l'étude d'une culture stratégique particulière, ou la comparaison de cultures stratégiques, voire la recherche de l'ensemble des facteurs qui peuvent intervenir dans la construction d'une culture stratégique.
Selon Michel Liégeois, la culture stratégique est à la fois cause et conséquence des décisions prises, élément donc d'une boucle de rétroaction opérationnelle. Auparavant, Colin S. Gray ou Carnes Lord en avaient cerné les traits d'une façon très détaillée.

## Effets de la culture stratégique
Une culture de la stratégie se traduit dans un ensemble d’habitudes de penser, de se comporter et d’agir lorsque l’on doit atteindre un objectif.
Les réalités physiques et de voisinage conditionnent objectivement les cultures respectives de la stratégie. L’expérience historique avec son lot de réussites et de tragédies y joue un rôle majeur tout comme la réflexion théorique qui se développe à son endroit. Les religions et les structures politiques et sociales les spécifient sans que pour autant celles-ci n’apprennent les unes des autres. Les références au Nouveau Testament ou à l'Ancien Testament de la Bible qui différencient entre les cultures catholiques et protestantes, au Jihad ou à L'Art de la guerre de Sun Tzu, les jeux emblématiques, les arts martiaux particuliers… sont sources de principes, de scénarios et d’attitudes disponibles lorsque des problèmes se posent, qu’il faut faire face, que l’action s’impose ou encore la relation à l’autre, aux autres.

## Stratégie et culture stratégique
La stratégie n’existe pas en soi mais toujours en rapport à des finalités et des objectifs à concrétiser, en ce sens, elle représente un art du « comment faire » variable selon les cultures.
Les modes d’usage du temps diffèrent selon que l’on vit dans un pays immense qui autorise des réactions lentes comme en Russie ou si l’on occupe une bande littorale comme dans le cas du Portugal, des Pays-Bas ou du Koweït. Les petits pays sont enclins à rechercher l’alliance lointaine du maître des mers afin de préserver leur indépendance par rapport à des voisins puissants. L’hégémonie maritime se procure en retour des alliés, des relais et des points d’appui précieux contre leurs rivaux continentaux.
L’anthropologue nord-américain Edward T. Hall distingue les cultures monochrones et polychrones. Dans les premières, on s’applique à ne faire qu’une chose à la fois là où chez les autres on éprouve le besoin de mener simultanément plusieurs tâches. Le nord de l’Europe serait plutôt monochrone alors que plus l’on descend vers le sud et la latinité, la polychronie serait la règle. L’ignorance de ces spécificités conduit à des malentendus et à des incompréhensions alors que chacun pense agir le plus correctement du monde, soit du point de vue de sa propre mentalité mono ou poly-chrone.

## Principe du recul stratégique
Dans un monde ouvert où se multiplient les interactions entre acteurs et collectifs de cultures différentes, la conscience de la particularité de sa propre culture de la stratégie mais aussi de celle des autres devient indispensable.
L’ignorance de la spécificité de la culture des autres favorise autant la surdité et la cécité à leur égard que de soi-même : de ses forces et faiblesses, ainsi que de ses capacités d’apprentissage et d’amélioration. Pour ce faire, la prise de distance est essentielle. Selon Bernard Nadoulek, « le principe du recul stratégique est fondé sur cette vision de la diversité des cultures et sur la possibilité d’analyser les modes d’action des peuples et leurs comportements stratégiques à partir des éléments de continuité de leur histoire ».
Les États-Unis ont ainsi pris une longueur d'avance dans le domaine de l'intelligence économique et stratégique, grâce à une sensibilité très forte aux questions de propriété intellectuelle qui vient de leur histoire (Thomas Jefferson), une culture très forte de la recherche de l'information (centre d'analyse de Londres pendant la Seconde Guerre mondiale), l'expérience de l'intelligence collective, la culture des leçons apprises lors des succès ou des échecs (« lessons learned ») et le prestige acquis par les armées des États-Unis lors des deux guerres mondiales. Le mode de raisonnement des États-Unis (pragmatisme) ou de l'Angleterre (empirisme) leur confère des forces sur le plan du management. Il s'agit ici d'un constat et non d'un jugement de valeur : on peut en effet critiquer le pragmatisme sur le plan de l'éthique. Ces forces confèrent aux entreprises américaines une certaine supériorité, même si leurs connaissances scientifiques et techniques ne sont pas forcément au même niveau que celles des Européens.
En revanche, le mode de raisonnement français, inspiré de certains principes cartésiens, porte à des raisonnements souvent déductifs, alors que la complexité des interactions dans la mondialisation et le monde du web voudraient probablement que l'on raisonne davantage en mode inductif. Les Français ne regardent pas volontiers ce qui se passe à l'extérieur de leurs frontières. L'individualisme, l'idéologie, l'élitisme, la culture du sophisme ou des clichés véhiculés par l'Histoire sont d'autres freins au développement d'une véritable culture stratégique. Ces blocages ne sont pas propres aux administrations, mais se retrouvent, sous une forme ou une autre, dans l'ensemble des organisations, administrations centrales et locales, services publics, entreprises grandes et petites.
Il semble qu'il y ait une sorte de divorce entre la vision et l'intendance. On connaît le mot du Général de Gaulle. L'intendance est pourtant indispensable, mais si elle n'est pas au service d'une vision, toute l'organisation en souffre. Napoléon Ier, qui ne manquait pourtant pas de vision, n'avait emporté qu'un seul atlas de la Russie en 1812. Les Américains, quant à eux, ont mis en place une logistique importante dans le Centre de la France pendant la Première Guerre mondiale (construction de voies ferrées), et les Allemands ont développé toute une industrie de la mécanographie qui démultipliait la production d'armements dans les années précédant la Seconde Guerre mondiale.
Ce genre d'« oublis » de la mémoire collective est de nature à créer des blocages, qui empêchent la mise en valeur du potentiel important d'innovation scientifique et technique dont disposent la France et l'Europe en général.
L'amiral Pierre Lacoste et l'ancien ministre Henri Plagnol ont très bien pris conscience des freins culturels qui bloquent de nombreuses organisations françaises.